# Jan Vostrčil
Jan Vostrčil, né le 3 décembre 1903 à Příluka et mort le 25 janvier 1985 à Kolín, est un musicien, chef d'orchestre et acteur de cinéma tchécoslovaque.

## Biographie
Musicien depuis sa jeunesse dans diverses fanfares, il devient en 1962 le chef d'orchestre du Kmoch's Cologne Brass Band.
Il se lance dans le métier d'acteur grâce au réalisateur Ivan Passer qui l'a vu jouer avec un groupe et l'a recommandé à son ami et collègue réalisateur Miloš Forman. Il doit le convaincre pendant un certain temps et lui confie d'abord un rôle qui lui est essentiellement propre (le chef d'orchestre de l'orchestre de Kmoch) dans le court métrage Konkurs (L'Audition). Ensuite, il lui offre le rôle à part entière du père dans le film Černý Petr (L'As de pique).
Au début, Vostrčil est réticent à participer au tournage et aurait conditionné sa participation au fait que son orchestre d'harmonie préféré jouerait dans le film. Il devient ensuite le protagoniste d'un certain nombre de films légendaires de la Nouvelle Vague, tels que Les Amours d'une blonde, Éclairage intime, Svatba jako řemen et Au feu, les pompiers !. Il devient ainsi l'un des « non-acteurs » tchèques les plus célèbres. Cependant, en raison de la détérioration de sa santé, il doit refuser de nombreux rôles et arrête complètement de tourner dans les années 1970.
Il meurt en 1985 à Kolín et est enterré dans le cimetière de la ville.

## Filmographie
- 1963 : Černý Petr
- 1963 : Kdyby ty muziky nebyly (cs)
- 1964 : Kdyby tisíc klarinetů (cs)
- 1965 : Intimní osvětlení
- 1965 : Lásky jedné plavovlásky
- 1967 : Hoří, má panenko
- 1967 : Kinoautomat: Člověk a jeho dům
- 1967 : Svatba jako řemen
- 1967 : Zázračný hlavolam
- 1969 : Adelheid
- 1969 : Hvězda
- 1969 : Zabitá neděle
- 1971 : Metráček
- 1972 : Návraty
- 1972 : Zlatá svatba
- 1975 : Páni kluci
- 1979 : Hodinářova svatební cesta korálovým mořem